# Cerodontha morosa
Cerodontha morosa är en tvåvingeart som först beskrevs av Johann Wilhelm Meigen 1830.  Cerodontha morosa ingår i släktet Cerodontha och familjen minerarflugor. Arten är reproducerande i Sverige. Inga underarter finns listade i Catalogue of Life.